# Psychotria silhouettae
Psychotria silhouettae är en måreväxtart som beskrevs av Francis Friedmann. Psychotria silhouettae ingår i släktet Psychotria och familjen måreväxter. Inga underarter finns listade i Catalogue of Life.